# Resolució 1739 del Consell de Seguretat de les Nacions Unides
La Resolució 1739 del Consell de Seguretat de les Nacions Unides fou adoptada per unanimitat el 10 de gener de 2007. Després de recordar resolucions anteriors sobre la situació a Costa d'Ivori, el Consell va ampliar el mandat de l'Operació de les Nacions Unides a Costa d'Ivori (UNOCI) i les tropes de suport franceses fins al 30 de juny de 2007.

## Detalls
El Consell, després d'haver pres nota de l'últim informe del Secretari General sobre la situació, en què va afirmar que algunes de les parts de Cost d'Ivori perseguien accions que podrien generar una violència generalitzada, va decidir ajustar determinats termes del mandat de la UNOCI des de la data d'aprovació del text d'avui.
En virtut dels termes de la resolució, la UNOCI vigilarà el cessament d'hostilitats i moviments de grups armats. En particular, observaria i vigilaria la implementació de la declaració conjunta del final de la guerra del 6 d'abril de 2005 i l'acord global d'alto el foc del 3 de maig de 2003 per prevenir, dins de les seves capacitats i àrees de desplegament, qualsevol acció hostil i investigarà les violacions de l'alto el foc.
Entre les seves altres tasques, la UNOCI es mantindrà en contacte amb les Forces Armades Nacionals de Costa d'Ivori i les Forces Nouvelles, per tal de promoure el restabliment de la confiança entre totes les forces de Costa d'Ivori i ajudar al Govern a controlar les fronteres, amb particular atenció a la situació dels refugiats liberians i qualsevol moviment transfronterer de combatents. També ajudaria al Govern a reagrupar totes les forces de Costa d'Ivori i ajudar a garantir la seguretat dels seus llocs de desarmament, acantonament i desmobilització.
La UNOCI també coordinarà estretament amb la Missió de les Nacions Unides a Libèria (UNMIL) en la implementació d'un programa voluntari de repatriació i reassentament dels excombatents estrangers, prestant especial atenció a les necessitats específiques de dones i nens. Assegurà, neutralitzarà o destruirà qualsevol arma, munició o qualsevol altre material militar lliurat pels antics combatents.